# سد بستان خالی
سد بستان خانی مربوط به دوره هخامنشی است و در شهرستان خرم بید، بخش مشهد مرغاب، دهستان شهید آباد، ۱/۵ کم جنوب روستای یاس چمن واقع شده و این اثر در تاریخ ۷ اسفند ۱۳۸۶ با شمارهٔ ثبت ۲۱۴۳۵ به‌عنوان یکی از آثار ملی ایران به ثبت رسیده است.
این سد در دشت دیدگان شهرستان خرمبید و ۱۵ کیلومتری شمال قادرآباد و ۳۰ کیلومتری شمال خاوری محوطه میراث جهانی پاسارگاد قرار گرفته و با بلندای تاج ۲۱ متر، درازای ۱۷۰ و پهنای ۷۰ متر، بزرگترین سد دوران هخامنشی است که تاکنون شناسایی شده است؛ به گونه‌ای که بیش از ٢٠٠ هکتار از زمین‌های بالادست خود را زیر آب میبرده است. 
کاوش باستان‌شناسی این اثر با هدف شناخت و دست‌یابی به چگونگی ساختار سد و روش ساخت آن؛ همچنین آگاهی از نقشه و طرح سازه‌های معماری موجود در بستر و هسته سد آغاز شده. ساختار معماری ورودی آبراه، بستر سنگی آب پخش و تنظیم کننده میزان خروجی آب، سازه معماری شرقی و اجاق‌ها بخش‌هایی است که کاوش و شناسایی شده‌اند.  
سد بستان خانی از گونه سدهای خاکی با هسته رسی و پوسته لاشه‌سنگی است و با نقشه مستقیم اجرا شده است. در پایین‌ترین بخش سد و هم‌سطح کف آب ریز، بخش‌هایی از یک ساختار معماری فاخر با به‌کارگیری بلوک‌های سنگی تراش‌خورده چهارگوش وجود دارد که همانند بناهای پاسارگاد با روش خشکه‌چین و با به‌ کارگیری بست‌های فلزی ایجادشده است. این بلوکهای سنگی در واقع کانالی آبی بوده که آب پشت سد را به میزان نیاز و در شبکه‌هایی چند گانه پخش میکرده.